# Luc'k
Luc'k (in ucraino Луцьк?, pron. [lut͡sʲk]; in polacco Łuck, pron. [wutsk]; in russo Луцк?, Luck;  in lituano Luckas, pron. [ˈlutskas]; in yiddish לוצק‎?, pron. [lutsk]) è una città ucraina (220 986 abitanti), nel distretto di Luc'k, nell'oblast' di Volinia. Ospita l'amministrazione dell'oblast' di Volinia, del distretto di Luc'k e della comunità territoriale di Luc'k, una delle comunità territoriali dell'Ucraina.
Fino al 18 luglio 2020 Luc'k costituiva una città di rilevanza regionale e fungeva da centro amministrativo del distretto di Luc'k sebbene non appartenesse al distretto. Come parte della riforma amministrativa che ha ridotto a quattro il numero dei distretti dell'oblast' di Volinia, la città fu integrata nel distretto di Luc'k.
È una delle città più antiche di questo paese. Il primo riferimento scritto su questa città risale al 1085.
Tra il 1921 e il 1939 è stata, con il nome polacco di Łuck, la capitale del Voivodato di Volinia nella Seconda Repubblica di Polonia.

## Geografia
Luc'k è situata sulle rive del fiume Styr, a 420 km ad ovest della capitale ucraina Kiev.

## Origine del nome
Il nome moderno di Luc'k deriva dai più antichi Лучеськ (Lučes'k) e Лоучеськ (Loučes'k). Un'unica opinione circa l'origine del nome non c'è, ma gli studiosi hanno discusso più volte sull'etimologia del termine. Ecco le ipotesi più accreditate:
- il nome deriverebbe dalla parola лук, cioè колін, вигин ріки (antico slavo luka), in italiano "ansa del fiume", in quanto la città di Luc'k è situata sul fiume Styr.
- un'altra leggenda narra che un capo della tribù slava-orientale dei Dulebi  (in russo Дуле́бы, in ucraino Дуліби) abbia fondato questa città. Il nome del capo fu Луки (Luky) dal quale deriverebbe il nome Лучеськ (Lučes'k).
- secondo un'altra ipotesi, il nome deriverebbe dai Luchanii, un'antica tribù slava originata dai Dulebi.

## Storia

### Origini
Secondo la leggenda, Lučes'k risale al VII secolo. Le prime date di riferimento documentarie conosciute risalgono all'anno 1085. La città è stata la capitale del Principato di Galizia-Volinia (fondato nel 1199) fino all'ascesa di Volodymyr. La città è cresciuta attorno a una roccaforte in legno costruita da un ramo locale della dinastia Rjurikide. In certi periodi la località funse da capitale del principato, ma la città non divenne un importante centro di commercio o cultura.

### Medioevo
Nel 1240 i tatari presero e saccheggiarono la città vicina, ma lasciarono il castello illeso. Nel 1321, Giorgio, figlio di Lev, l'ultimo potenziale erede di Galizia-Volinia, morì in una battaglia con le forze di Gediminas, granduca di Lituania, e le forze lituane presero il castello. Nel 1349, le forze del re Casimiro III di Polonia conquistarono la città, ma la Lituania la riconquistò presto.
La città iniziò a prosperare sotto la dominazione lituana. Il principe Liubartas, figlio di Gediminas, fece erigere il castello di Ljubart come parte del suo programma di fortificazione. Vitoldo il Grande, granduca di Lituania dal 1392 al 1430, rifondò la città stessa popolandola con coloni (perlopiù ebrei, tartari e caraiti). Nel 1427 trasferì il vescovado cattolico da Volodymyr a Lučes'k. Vitoldo fu l'ultimo monarca a fregiarsi del titolo di "Duca di Volinia" ea risiedere nel castello di Ljubart.
La città crebbe rapidamente e alla fine del XV secolo si annoveravano 19 chiese ortodosse e due cattoliche. Fu sede di due vescovi cristiani, uno cattolico e uno ortodosso. Per questo motivo, la città veniva talvolta soprannominata "la Roma di Volinia". Il simbolo della croce di Luc'k presenta il più alto riconoscimento presidenziale lituano, l'Ordine di Vytautas il Grande.
Nel 1429 Luc'k fu il luogo d'incontro scelto per una conferenza di monarchi ospitata da Vitoldo Jogaila e Sofia Alšėniškė, formalmente indetta per affrontare la minaccia tartara (congresso di Luc'k). Tra gli invitati a partecipare c'erano Sigismondo, imperatore del Sacro Romano Impero; Basilio II di Russia, il re di Danimarca Eric di Pomerania, il Gran Maestro dell'Ordine di Livonia Cisse von Rutenberg, il duca di Stettino Casimiro V; l'ospodaro di Valacchia Dan II e i principi elettori della maggior parte dei paesi della Germania.

### La dominazione polacca
Nel 1432 la Volinia divenne un feudo della Corona del Regno di Polonia e Luc'k divenne la sede dei governatori e successivamente dei Marescialli della Terra di Volinia. Nello stesso anno, alla città furono concessi i diritti di Magdeburgo. Nel 1569 la Volinia fu completamente incorporata nel regno polacco e la città divenne la capitale del voivodato di Volinia e del powiat di Łuck (unità amministrativa polacca). Dopo l'Unione di Lublino, il vescovo ortodosso locale si è convertito al cattolicesimo orientale.
La città continuò a prosperare come importante centro economico della regione. Entro la metà del XVII secolo, Łuck contava circa 50.000 abitanti ed era una delle città più grandi della zona. Durante la rivolta di Chmel'nyc'kyj, la città fu conquistata dalle forze del colonnello Kolodko. Fino a 4.000 persone furono massacrate, mentre circa 35.000 fuggirono. La città fu saccheggiata e parzialmente bruciata. Non si è mai ripreso del tutto. Nel 1781 la città fu colpita da un incendio che distrusse 440 case, entrambe le cattedrali e diverse altre chiese.

### La dominazione russa
Nel 1795, a seguito della terza spartizione della Polonia, Luc'k fu annessa all'Impero russo. Il voivodato fu liquidato e la città persela sua importanza di capitale provinciale (che fu trasferita a Žytomyr). Dopo la rivolta di novembre del 1830-1831, le autorità russe aumentarono gli sforzi per cancellare l'influenza polacca. Il russo divenne così la lingua dominante nei circoli ufficiali. Tuttavia, la popolazione ucraino ha continuato a parlare ucraino, mentre quella polacca parlava polacco e quella ebraica parlava yiddish (solo nei circoli privati). Le chiese greco-cattoliche furono trasformate in chiese cristiane ortodosse, il che portò all'auto-liquidazione degli uniati. Nel 1845 un altro grande incendio colpì la città, provocando un ulteriore spopolamento.
Nel 1850 furono costruiti tre grandi forti intorno a Luc'k e la città divenne una piccola fortezza chiamata Mikhailogorod. Durante la prima guerra mondiale, la città fu conquistata dall'esercito austro-ungarico il 29 agosto 1915 senza subire danni particolari. Durante più di un anno di occupazione austro-ungarica, Luc'k divenne un importante centro militare in quanto sede del quartier generale della IV Armata, comandata dall'arciduca Giuseppe Ferdinando. Una piaga di tifo epidemico decimò gli abitanti della città.
Il 4 giugno 1916, quattro eserciti russi sotto il generale Aleksej Brusilov iniziarono quella che in seguito divenne nota come l'offensiva Brusilov. Dopo tre giorni di sbarramento di artiglieria pesante, iniziò la battaglia di Luc'k. Il 7 giugno 1916 le forze russe riconquistarono la città. Dopo la firma del trattato di Brest-Litovsk nel 1917, la città fu conquistata dalla Germania il 7 febbraio 1918. Il 22 febbraio 1918, la città fu trasferita dall'esercito tedesco in ritirata alle forze fedeli a Symon Petljura.

### Luc'k sotto la Polonia indipendente
Il 16 maggio 1919, nel corso della guerra sovietico-polacca, Luc'k fu conquistata dalle forze dell'Armata Blu polacca dopo una pesante battaglia con l'Armata Rossa. La città ne uscì devastata e in gran parte spopolata. In seguito alla controffensiva sovietica dell'estate 1920, fu presa dalle truppe bolsceviche il 12 luglio. Fu riconquistata dal 45º reggimento di fucilieri polacchi e dall'artiglieria da campo il 15 settembre successivo. Secondo il sociologo americano Alexander Gella "la vittoria polacca [sull'Armata Rossa] aveva guadagnato vent'anni di indipendenza non solo per la Polonia ma almeno per un'intera parte centrale dell'Europa. Łuck fu designata dalla risorta Polonia come capitale del Voivodato di Volinia.
La città era collegata tramite ferrovia a Leopoli (allora Lwów) e Przemyśl. Nel periodo interbellico furono aperte nuove fabbriche, nuovi mulini e birrifici. Fu costruito un orfanotrofio e una nuova grande borsa di studio. Il primo liceo fu presto inaugurato. Nel 1937 fu aperto anche un aeroporto con un'area di 69 ettari.
Il 13º reggimento di artiglieria leggera Kresowy era di stanza in città, insieme a un battaglione di difesa nazionale di Łuck (Polonia). Nel 1938 iniziò in città la costruzione di un grande trasmettitore radio moderno. Al 1º gennaio 1939 Łuck contava 39.000 abitanti, dei quali circa 17.500 ebrei e 13.500 polacchi). Il powiat invece contava 316.970 abitanti, di cui il 59% era ucraino, il 19,5% polacco, il 14% ebreo. In più si registrarono anche 23.000 tra cechi e tedeschi.

### La seconda guerra mondiale
Giovedì 7 settembre 1939 alle 17:00, il governo polacco, che aveva lasciato Varsavia il giorno prima, arrivò in città. L'intelligence tedesca lo scoprì rapidamente e la città fu bombardata due volte dalla Luftwaffe: l'11 e il 14 settembre. Dopo che le unità panzer della Wehrmacht avevano attraversato il fiume Bug, il 14 settembre il governo della Polonia lasciò Luc'k e si diresse verso sud, a Kosiv (Kosów Huculski), che a quel tempo si trovava vicino al confine polacco-rumeno.
In seguito all'invasione sovietica della Polonia, Luc'k, insieme al resto della Volinia occidentale, fu annessa all'Unione Sovietica. La maggior parte delle fabbriche (compresa la stazione radio quasi finita) furono smantellate e inviate in Russia. Circa 10.000 abitanti polacchi della città (principalmente di etnia polacca, ma anche ebrei polacchi) furono deportati su carri bestiame in Kazakistan. 1.550 di loro furono arrestati dall'NKVD.
Dopo l'inizio dell'operazione Barbarossa, la città fu conquistata dalla Wehrmacht il 25 giugno 1941. Due giorni prima, circa 4.000 prigionieri politici polacchi e ucraini furono fucilati dall'NKVD durante la ritirata.
Con l'occupazione tedesca nel 1941, i 19.000 ebrei che risiedevano in città furono confinati in un ghetto. Tra il 20 e il 23 agosto 1942 l'intera popolazione del ghetto fu trasportata su camion in una vicina foresta. Il massacro di Gurka Połonka fu uno dei maggiori eccidi perpetrati nel corso dell'Olocausto, coinvolgendo circa 26.500 vittime da Luc'k ed altri centri limitrofi.
Durante i massacri dei polacchi in Volinia, circa 10.000 polacchi furono assassinati dall'esercito insurrezionale ucraino (UPA) nell'area. Luc'k fu liberata dall'Armata Rossa il 2 febbraio 1944.

### Il dopoguerra
Dopo la fine della guerra, i restanti abitanti polacchi della città furono espulsi e ricollocati nei cosiddetti territori recuperati. La città divenne un centro industriale nella RSS Ucraina. I grandi cambiamenti nella demografia della città ebbero come risultato finale che alla fine della guerra la città era quasi interamente ucraina. Durante la guerra fredda, la città ospitò la base aerea di Luc'k.
Essendo una delle più grandi città dell'Ucraina occidentale, Luc'k è diventata la sede di un consolato generale polacco nel 2003.
Il 21 luglio 2020 si è verificata una crisi di ostaggi, dove un uomo, armato di arma da fuoco ed esplosivi, ha assaltato un autobus e preso in ostaggio 16 persone intorno alle 9:25. La polizia ha dichiarato di aver identificato il sequestratore e di aver espresso insoddisfazione per il "sistema ucraino" sui social media. Il presidente ucraino Volodymyr Zelens'kyj ha detto che sono stati uditi colpi di gas e che l'autobus è stato danneggiato. L'incidente ha portato la polizia a bloccare il centro della città. La situazione di stallo è stata infine risolta dopo diverse ore, con la liberazione di tutti gli ostaggi e l'arresto del sequestratore.
L'11 marzo 2022, nel corso dell'invasione russa dell'Ucraina, l'esercito russo ha lanciato quattro missili contro l'aeroporto militare di Luc'k uccidendo quattro militari ucraini. Il 28 marzo Luc'k è stata colpita da un altro missile russo.

## Monumenti e luoghi d'interesse

### Architetture religiose
- Cattedrale dei Santi Pietro e Paolo, sede della diocesi di Luc'k, costruita nel XVII secolo
- Cattedrale Ortodossa della Santa Trinità, costruita in stile barocco nel XVI secolo.
- Chiesa luterana, costruita nel 1905-1907 in stile neogotico
- Sinagoga Grande, costruita nel 1626 fu danneggiata durante la seconda guerra mondiale.

### Architetture militari
- Castello di Lubart, eretto nel XIV secolo dal re lituano Liubartas

## Infrastrutture e trasporti
La principale via d'accesso alla città è l'M19, che attraversa l'intera Ucraina occidentale da nord a sud.

## Sport

### Calcio
La squadra principale della città è il Volyn'.

## Galleria d'immagini

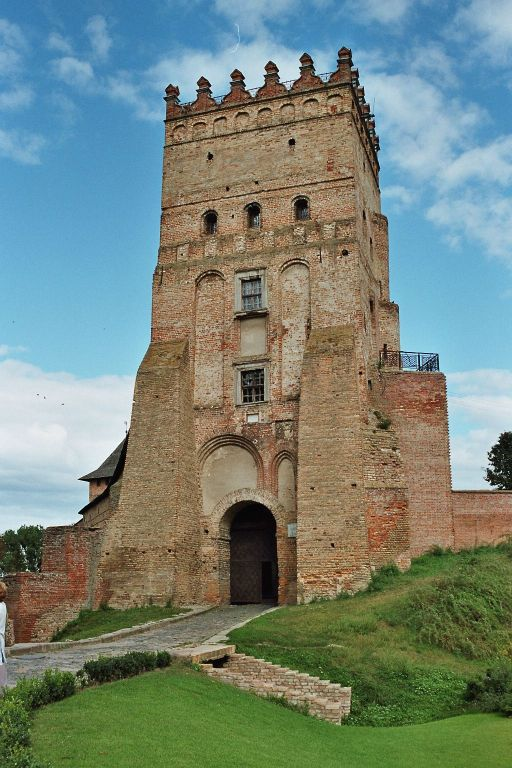
Torre d'ingresso nel castello di Ljubart
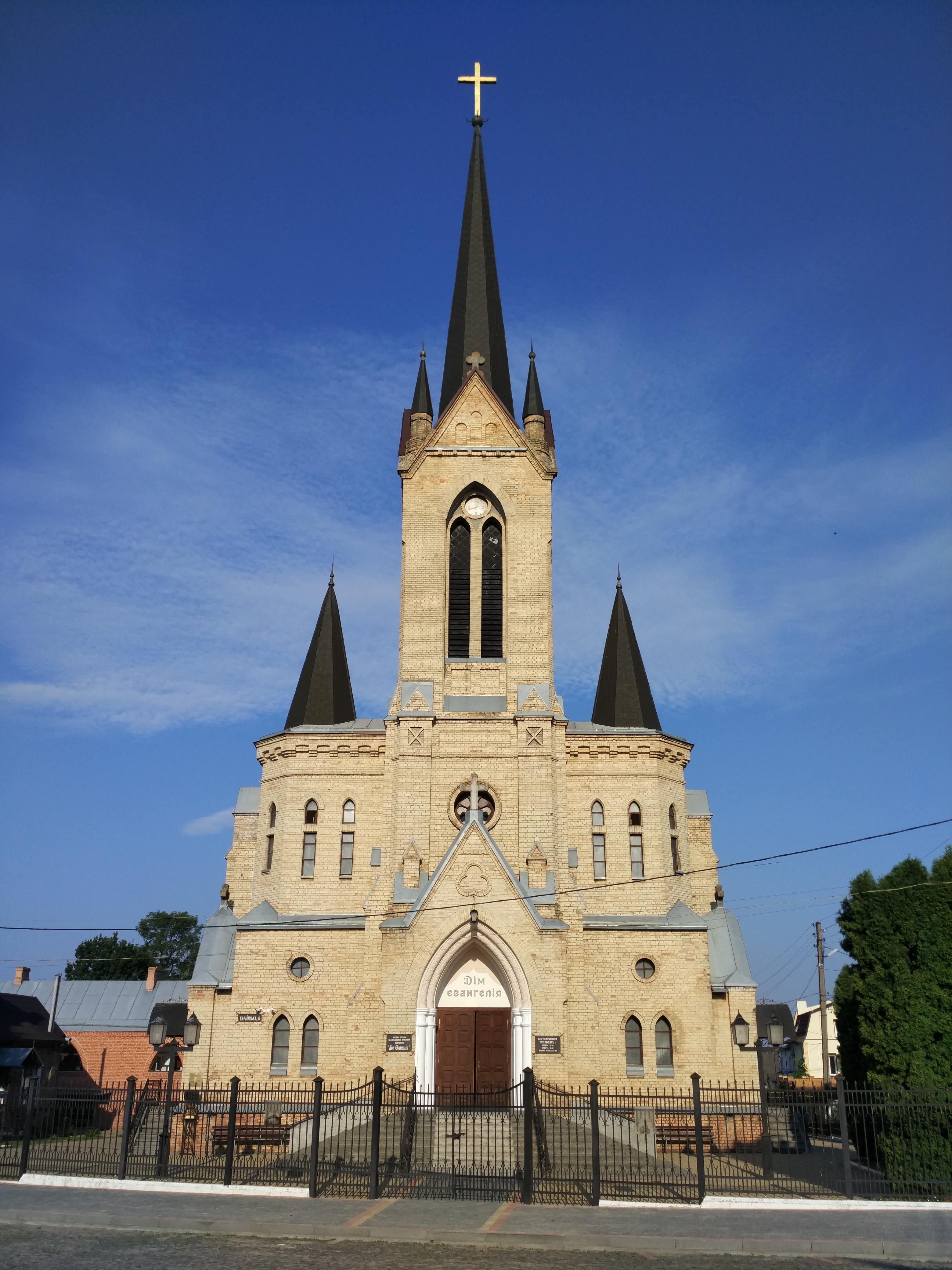
La chiesa Casa del Vangelo
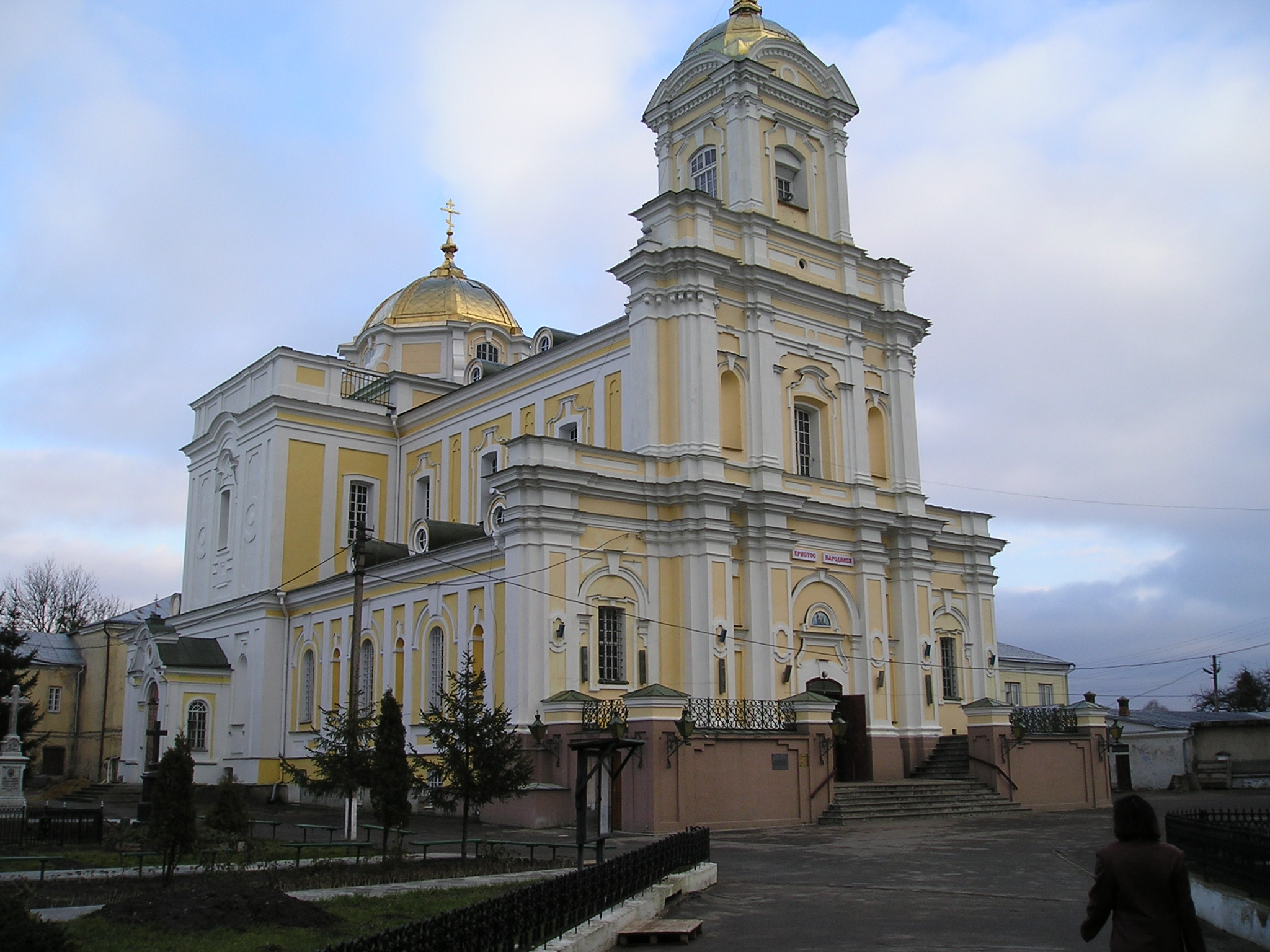
La cattedrale ortodossa della Santa Trinità
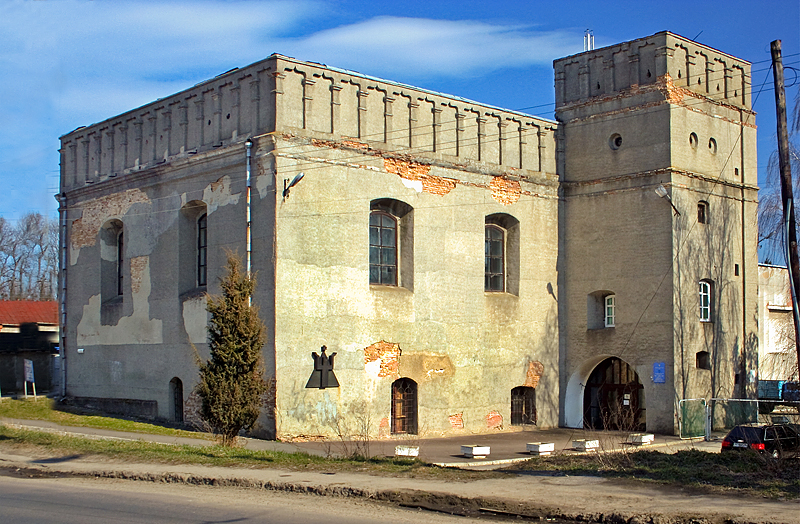
La sinagoga grande di Luc'k